# 邁克·拉帕波特
麥克·哈伯特（英語：Michael Rapaport，1970年3月20日—）是美國的一位演員和導演，自1990年代初以来，他已出演60多部电影以及大熊比爾藍色的家、六人行、越獄、火線警探等電視劇。

## 延伸阅读
- Woods, Mecca; Rapaport, Michael.  (Video). Society HAE (SHAE). April 29, 2011  [2020-06-23]. （原始内容存档于2020-08-31）.